# Jay (Maine)
Jay és una població dels Estats Units a l'estat de Maine (EUA). Segons el cens del 2000 tenia 4.985 habitants.

## Demografia
Segons el cens del 2000, Jay tenia 4.985 habitants, 2.019 habitatges, i 1.449 famílies. La densitat de població era de 39,7 habitants/km².
Dels 2.019 habitatges en un 32,7% hi vivien nens de menys de 18 anys, en un 55,9% hi vivien parelles casades, en un 11,4% dones solteres, i en un 28,2% no eren unitats familiars. En el 22,9% dels habitatges hi vivien persones soles el 10,4% de les quals corresponia a persones de 65 anys o més que vivien soles. El nombre mitjà de persones vivint en cada habitatge era de 2,47 i el nombre mitjà de persones que vivien en cada família era de 2,87.
Per edats la població es repartia de la següent manera: un 26,2% tenia menys de 18 anys, un 6% entre 18 i 24, un 28,2% entre 25 i 44, un 25,3% de 45 a 60 i un 14,3% 65 anys o més.
L'edat mediana era de 39 anys. Per cada 100 dones de 18 o més anys hi havia 91,5 homes.
La renda mediana per habitatge era de 36.746 $ i la renda mediana per família de 43.365 $. Els homes tenien una renda mediana de 35.405 $ mentre que les dones 20.897 $. La renda per capita de la població era de 17.123 $. Entorn del 8,7% de les famílies i el 10,4% de la població estaven per davall del llindar de pobresa.